# 四溴化鏷
四溴化鏷是無機化合物，是一種鏷鹵化物，由鏷和溴組成，具有放射性，化學式為PaBr4，是棕色晶體，可能是因為溴是棕色造成四溴化鏷的外觀為棕色晶體，其晶體結構為四方晶系。四溴化鏷在真空中昇華在400° C。結構與四溴化鏷最接近的鏷鹵化物是四氯化鏷。

## 制备
四溴化镤可以由五溴化镤被氢气或铝反应而成：
{\displaystyle {\mathsf {3PaBr_{5}+Al\ {\xrightarrow {400-450^{o}C}}\ 3PaBr_{4}+AlBr_{3}}}}
{\displaystyle {\mathsf {2PaBr_{5}+H_{2}\ {\xrightarrow {800^{o}C}}\ 2PaBr_{4}+2HBr}}}

## 反应
四溴化镤和三氧化二锑反应，生成溴氧化镤：
{\displaystyle {\mathsf {3PaBr_{4}+Sb_{2}O_{3}\ {\xrightarrow {150-200^{o}C}}\ 3PaOBr_{2}+2SbBr_{3}}}}